# Il n'y a plus de saints au Texas
Pour plus de détails, voir Fiche technique et Distribution.
Il n'y a plus de saints au Texas (en espagnol : La caza del oro, en italien : Lo credevano uno stinco di santo) est un western spaghetti hispano-italien sorti en 1972, réalisé par Juan Bosch Palau.

## Synopsis
Une bande de hors-la-loi attend qu'un vieux chercheur d'or sorte de prison. Ils croient qu'il a caché 28 sacs d'or 20 ans auparavant. L'un d'entre eux, Trash Benson, gagne la confiance du chercheur.

## Fiche technique
- Titre français : Il n'y a plus de saints au Texas[1]
- Titre original espagnol : La caza del oro[2]
- Titre original italien : Lo credevano uno stinco di santo
- Genre : Western spaghetti
- Réalisation : Juan Bosch Palau
- Scénario : Juan Bosch Palau, Renato Izzo, Fabio Piccioni
- Musique : Marcello Giombini
- Production : Alberto Grimaldi pour Producciones Cinematogràficas Cine XX, PEA
- Montage : Luis Puigvert
- Durée : 98 min
- Photographie : Julio Pérez de Rozas
- Format d'image : aspect ratio : 2,35:1
- Décors : Mario Ambrosino
- Costumes : Mario Ambrosino
- Maquillage : Elisa Aspachs, Cesare Paciotti
- Pays de production :  Espagne,  Italie
- Langues originales : espagnol, italien
- Année de sortie : 1972
  - France: inédit à Paris, distribué en Province[1]

## Distribution
- Anthony Steffen : Trash Benson
- Daniel Martín : Paco
- Tania Alvarado (en) : María
- Manuel Guitián (it) : Jonathan Carver
- Fernando Sancho : Firmíno Rojas
- Gustavo Re (en) : padre Javier
- Indio González : prêcheur
- Ricardo Moyán (en) : Spotless
- Juan Miguel Solano (en) : Apache Joe
- Antonio Ponciano : Silvertop
- Luis Induni : Travers
- Ángel Lombarte (en) : Melquiades
- Juan Torres : Aldeano
- Juan Patiño : homme de main de Rojas
- Irene D'Astrea : Molly
- Jarque Zurbano : shérif
- Carmen Roger : fille de Molly
- Raf Baldassarre : directeur de la prison
- Esteban Dalmases (en) : homme de Travers